# シスキュー山脈
シスキュー山脈（Siskiyou Mountains）は、アメリカのカリフォルニア州北西部からオレゴン州南西部にかけて伸びる山脈である。長さは約160kmで、南をクラマス川が北をローグ川が流れている。
主な山はMt. Ashland（2,296 m）、Dutchman Peak（2,303 m）、Siskiyou Peak（2,178 m）、Preston Peak（2,228 m）。